# Psi wheel
Psi wheel é um quadrado de papel, especialmente dobrado e sustentado por uma agulha no centro. Este dispositivo gira espontaneamente quando bem montado. Embora tenha sido popularmente usado para fazer demonstrações de psicocinese, a explicação física para seu movimento envolve pequenas perturbações causadas pelo movimento de convecção do ar.